# Liolaemus forsteri
Liolaemus forsteri — вид ігуаноподібних ящірок родини Liolaemidae. Ендемік Болівії. Вид названий на честь німецького ентомолога Вальтера Форстера.

## Поширення і екологія
Liolaemus forsteri відомі з типової місцевості, розташованої поблизу гори Чакалтая і озера Міллуні. Вони живуть на вологих високогірних луках пуна та на пасовищах. Зустрічаються на висоті від 4100 до 4700 м над рівнем моря.

## Збереження
МСОП класифікує цей вид як такий, що перебуває під загрозою зникнення. Liolaemus forsteri загрожує знищення природного середовища.